# サラマト州
サラマト州（サラマトしゅう、Salamat Region）は、チャドの州。チャドの22ある州のうちのひとつである。州都はアム・ティマン。チャド南東部に位置し、南で中央アフリカ共和国と接している。人口198582人（1993年）、面積28035km²。

## 下位行政区画
サラマト州はアブーディア県、バール・アゾム県、Haraze Mangueigneの3県に分かれている。

## 経済
サラマト州では主に氾濫原を利用してベレベレと呼ばれる乾季作のソルガムが栽培されるほか、天水農業によってソルガムやトウジンビエが栽培されている。